# George Hudson (calciatore)
George Hudson (Manchester, 14 marzo 1937 – 28 dicembre 2020) è stato un calciatore inglese, di ruolo attaccante.

## Caratteristiche tecniche
Era un centravanti.

## Carriera
Esordisce tra i professionisti nella stagione 1958-1959, in cui realizza un gol in 4 presenze in First Division con il Blackburn; rimane in rosa anche nella stagione successiva, sempre in prima divisione, senza però mai scendere in campo in partite ufficiali.
Nell'estate del 1960 scende di categoria, andando a giocare in Fourth Division all'Accrington Stanley, dove si mette in evidenza con 35 reti in 44 partite, grazie alle quali viene tesserato dal Peterborough Utd, con cui gioca in Third Division per una stagione e mezza facendo registrare un totale di 65 presenze e 39 reti. Nel corso della stagione 1962-1963 viene ceduto per 21000 sterline (all'epoca la cifra più alta mai spesa dal club per un giocatore) al Coventry City, altro club di terza divisione. Complessivamente in questo campionato mette a segno 30 reti, vincendo il titolo di capocannoniere del campionato; l'anno seguente vince invece il campionato (e segna altre 28 reti), trascorrendo quindi l'intera stagione 1964-1965 (in cui mette a segno 24 reti) e la prima parte della stagione 1965-1966 in seconda divisione con gli Sky Blues, che lascia dopo complessive 113 presenze e 62 reti (grazie alle quali in seguito è anche stato introdotto nella Hall of Fame del club ed è il settimo miglior marcatore nella storia del club) per accasarsi al Northampton Town, con cui nella seconda parte della stagione 1965-1966 mette a segno 6 reti in 11 presenze nel campionato di First Division, chiuso all'ultimo posto in classifica dal club, con cui Hudson l'anno seguente gioca ulteriori 7 partite in Second Division per poi essere ceduto a campionato iniziato al Tranmere, dove milita fino al termine della stagione 1968-1969, conquistando una promozione dalla Fourth Division alla Third Division nella stagione 1966-1967 e giocando in terza serie nei 2 campionati successivi. Si ritira al termine della stagione 1969-1970, nella quale gioca però solamente 2 partite (senza segnare) con i semiprofessionisti dell'Altrincham.

## Palmarès

### Club

#### Competizioni nazionali
- Third Division: 1

Coventry City: 1963-1964

### Individuale
- Capocannoniere della Third Division: 1

1962-1963 (30 reti)